# Список лидеров советского кинопроката
Лидеры советского кинопроката — кинофильмы, которые в советских кинотеатрах посмотрело за прокатный год наибольшее количество зрителей. Абсолютными (за весь период 1940—1989 годов) лидерами проката являются советский боевик «Пираты XX века» и мексиканская мелодрама «Есения».

## История
До 1980-х годов кинопроизводство считалось одной из самых прибыльных статей советского бюджета: рентабельность могла достигать 10 000 % с одного фильма, а импорт и прокат зарубежных картин приносил больше денег, чем экспорт нефти. По словам заместителя председателя Госкино СССР Бориса Павленка, в год кинотеатры посещали 4 миллиарда зрителей, которые приносили 1 миллиард рублей в бюджет, а успешной называлась картина, которую посмотрели не менее 17 миллионов человек. Впрочем, некоторые современные специалисты считают сверхдоходность советского кино мифом.
Статистика посещаемости в СССР основывалась на количестве проданных билетов; расчёт вёлся поквартально в течение 15 месяцев со времени выхода картины, в отличие от США или современной России, где главным критерием успеха у зрителей является кассовый сбор фильма за расчётный период.
В начале 1980-х годов начался кризис, аналогичный кризису западного кинопроката конца 1960-х годов: из-за жилищного строительства и распространения цветных телевизоров посещаемость кинотеатров упала почти в полтора раза; поскольку в Госкино никак на это не отреагировали, продолжив строительство нерентабельных кинотеатров, расходы на их содержание вскоре превысили кассовые сборы, что лишь усугубило ситуацию.

## Данные
Открытых источников информации о зрительском успехе в СССР фактически не было. Доступ к ней имела лишь узкая группа специалистов и работников кинопрокатных организаций. Это становилось поводом для разного рода спекуляций. Так, в период гласности ряд фильмов причислили к «полочным», несмотря на то, что они шли в прокате (иногда большими тиражами) и собирали от 1 до 4,5 миллионов зрителей; аналогично указывались разные, порой завышенные цифры проданных билетов, и Даниил Дондурей даже предполагал, что существовало несколько систем подсчёта посещаемости.
На данный момент главным источником сведений о советском прокате являются списки, составленные киноведом Сергеем Кудрявцевым в 1990-х годах по итогам работы в архивах Госкомстата. С его слов, наиболее точная информация содержалась в картотеке Главного управления по прокату кинофильмов (Главкинопрокат), которая бесследно исчезла сразу после ликвидации структуры. Аналогичные цифры можно найти в каталоге Сергея Землянухина и Мирославы Сегиды «Домашняя синематека. Отечественное кино, 1918—1996», опубликованном двумя годами ранее. Однако киновед А.В. Федоров в своих справочниках обнародовал более полные и точные данные, которые содержались в ежеквартальных "Сведениях о количестве зрителей, просмотревших художественные фильмы за 12 месяцев демонстрации… М.: Госкино, Управление кинофикации и кинопроката, 1965-1989.  
При этом, как отмечает киновед Александр Фёдоров, данную статистику подтверждают и результаты ежегодных опросов, проводившихся среди читателей журнала «Советский экран»: практически все лидеры проката 1960—1980 годов входили в двадцатку лучших картин по итогам голосования.

## Абсолютные лидеры среди советских фильмов
(согласно спискам, составленным киноведом Сергеем Кудрявцевым)
| № п/п | Название и кинопрокатный год                             | Киностудия                         | Жанр                      | Зрители (млн) |
| ----- | -------------------------------------------------------- | ---------------------------------- | ------------------------- | ------------- |
| 1     | Пираты XX века (1980)                                    | Киностудия им. Горького            | боевик                    | 87,6          |
| 2     | Москва слезам не верит (1980)                            | Мосфильм                           | мелодрама                 | 84,4          |
| 3     | Бриллиантовая рука (1969)                                | Мосфильм                           | комедия                   | 76,7          |
| 4     | Кавказская пленница, или Новые приключения Шурика (1967) | Мосфильм                           | комедия                   | 76,5          |
| 5     | Свадьба в Малиновке (1967)                               | Ленфильм                           | комедия                   | 74,6          |
| 6     | Экипаж (1980)                                            | Мосфильм                           | мелодрама, остросюжетный  | 71,1          |
| 7     | Операция «Ы» и другие приключения Шурика (1965)          | Мосфильм                           | комедия                   | 69,6          |
| 8     | Щит и меч (1968)                                         | Мосфильм                           | военный, остросюжетный    | 68,3          |
| 9     | Новые приключения неуловимых (1969)                      | Мосфильм                           | приключения               | 66,2          |
| 10    | А зори здесь тихие… (1973)                               | Киностудия им. Горького            | военный, драма            | 66,0          |
| 11    | Человек-амфибия (1962)                                   | Ленфильм                           | фантастика, мелодрама     | 65,4          |
| 12    | Джентльмены удачи (1971)                                 | Мосфильм                           | комедия                   | 65,0          |
| 13    | Табор уходит в небо (1976)                               | Мосфильм                           | мелодрама                 | 64,9          |
| 14    | Калина красная (1974)                                    | Мосфильм                           | драма                     | 62,5          |
| 15    | Афоня (1975)                                             | Мосфильм                           | комедия                   | 62,2          |
| 16    | Корона Российской империи, или Снова неуловимые (1973)   | Мосфильм                           | приключения               | 60,8          |
| 17    | Иван Васильевич меняет профессию (1973)                  | Мосфильм                           | комедия                   | 60,7          |
| 18    | Мачеха (1974)                                            | Мосфильм                           | мелодрама                 | 59,4          |
| 19    | Служебный роман (1978)                                   | Мосфильм                           | комедия                   | 58,4          |
| 20    | Война и мир (1966)                                       | Мосфильм                           | исторический, экранизация | 58,3          |
| 21    | Судьба (1977)                                            | Мосфильм                           | военный, мелодрама        | 57,8          |
| 22    | Русское поле (1971)                                      | Мосфильм                           | драма, мелодрама          | 56,2          |
| 23    | Освобождение (1970)                                      | Мосфильм                           | военный                   | 56,1          |
| 24    | Маленькая Вера (1988)                                    | Киностудия им. Горького            | драма, мелодрама          | 56            |
| 25    | Цыган (1967)                                             | Киевская киностудия имени Довженко | драма, мелодрама          | 55,6          |
| 26    | Спортлото-82 (1982)                                      | Мосфильм                           | комедия                   | 55,2          |
| 27    | Сильные духом (1967)                                     | Свердловская киностудия            | военный, приключения      | 55,2          |
| 28    | Женщина, которая поёт (1979)                             | Мосфильм                           | мелодрама                 | 54,9          |
| 29    | Неуловимые мстители (1967)                               | Мосфильм                           | приключения               | 54,5          |
| 30    | Трактир на Пятницкой (1978)                              | Мосфильм                           | детектив, приключения     | 54,1          |
| 31    | Петровка, 38 (1980)                                      | Киностудия им. Горького            | детектив, приключения     | 53,4          |
| 32    | Офицеры (1971)                                           | Киностудия им. Горького            | драма                     | 53,4          |
| 33    | Приключения Али-Бабы и сорока разбойников (1979)         | Узбекфильм                         | сказка                    | 52,8          |
| 34    | Всадник без головы (1973)                                | Ленфильм                           | вестерн                   | 51,7          |
| 35    | Трембита (1969)                                          | Свердловская киностудия            | оперетта                  | 51,2          |
| 36    | Любовь земная (1975)                                     | Мосфильм                           | мелодрама                 | 50,9          |
| 37    | Человек с бульвара Капуцинов (1987)                      | Мосфильм                           | музыкальная комедия       | 50,6          |
| 38    | Даурия (1972)                                            | Ленфильм                           | приключения, истерн       | 49,6          |
| 39    | Бабье царство (1968)                                     | Мосфильм                           | военная драма             | 49,6          |
| 40    | Невероятные приключения итальянцев в России (1974)       | Мосфильм                           | комедия                   | 49,2          |
| 41    | Гусарская баллада (1962)                                 | Мосфильм                           | музыкальная комедия       | 48,6          |
| 42    | Путь в «Сатурн» (1968)                                   | Мосфильм                           | военный                   | 48,2          |
| 43    | Тегеран-43 (1981)                                        | Мосфильм                           | политический детектив     | 47,5          |
| 44    | Ч. П. — Чрезвычайное происшествие (1959)                 | Киевская киностудия имени Довженко | драма                     | 47,4          |
| 45    | Не может быть! (1975)                                    | Мосфильм                           | комедия                   | 46,9          |
| 46    | Любовь Яровая (1953)                                     | Ленфильм                           | драма                     | 46,4          |
| 47    | В бой идут одни старики (1973)                           | Киевская киностудия имени Довженко | военный фильм             | 44,3          |
| 48    | Их знали только в лицо (1966)                            | Киевская киностудия имени Довженко | военный фильм             | 43,8          |
| 49    | Белое солнце пустыни (1970)                              | Мосфильм                           | истерн                    | 34,5          |

## Абсолютные лидеры среди зарубежных фильмов
(согласно спискам, составленным киноведом Сергеем Кудрявцевым)
| № п/п | Название и год                                                            | Страна                   | Жанр                      | Прокат в СССР | Зрители (млн.) |
| ----- | ------------------------------------------------------------------------- | ------------------------ | ------------------------- | ------------- | -------------- |
| 1     | Есения (исп. Yesenia, 1971)                                               | Мексика                  | мелодрама                 | 1975          | 91,4           |
| 2     | Великолепная семёрка (англ. The Magnificent Seven, 1960)                  | США                      | вестерн                   | 1961          | 67             |
| 3     | Бродяга (хинди Awara, 1951)                                               | Индия                    | мелодрама                 | 1954          | 63,7           |
| 4     | Золото Маккенны (англ. Mackenna’s Gold, 1969)                             | США                      | вестерн                   | 1974          | 63             |
| 5     | Спартак (англ. Spartacus, 1960)                                           | США                      | исторический              | 1967          | 63             |
| 6     | Бобби (англ. Bobby, 1973)                                                 | Индия                    | мелодрама                 | 1975          | 62,6           |
| 7     | Белое платье (с араб. — «Ар-рида аль-абьяд», 1973)                        | Египет                   | мелодрама                 | 1976          | 61             |
| 8     | Танцор диско (англ. Disco Dancer, 1982)                                   | Индия                    | музыкальная мелодрама     | 1984          | 61             |
| 9     | Мститель (др. назв. «Непоседа», хинди Barood, 1976)                       | Индия                    | боевик                    | 1978          | 60             |
| 10    | Четыре мушкетёра (фр. Les quatre Charlot mousquetaires, 1974)             | Франция                  | комедия                   | 1978          | 56,6           |
| 11    | Укрощение строптивого (итал. Il bisbetico domato, 1980)                   | Италия                   | комедия                   | 1983          | 56             |
| 12    | Виннету — сын Инчу-Чуна (нем. Winnetou, 1963)                             | ФРГ, СФРЮ, Италия        | вестерн                   | 1975          | 56             |
| 13    | Зита и Гита (хинди Seeta Aur Geeta, 1972)                                 | Индия                    | мелодрама                 | 1976          | 55,3           |
| 14    | Кинг-Конг жив (англ. King Kong Lives, 1986)                               | США                      | фантастика приключения    | 1988          | 55,2           |
| 15    | Зорро (итал. Zorro, 1975)                                                 | Италия, Франция          | вестерн                   | 1976          | 53,6           |
| 16    | Синьор Робинзон (итал. Il signor Robinson, 1976)                          | Италия                   | комедия                   | 1979          | 52,1           |
| 17    | Материнская любовь (др. назв. «Материнство», хинди Mamta, 1966)           | Индия                    | мелодрама                 | 1969          | 52,1           |
| 18    | Новобранцы идут на войну (фр. Les bidasses s’en vont en guerre, 1974)     | Франция, Италия, ФРГ     | комедия                   | 1978          | 50,1           |
| 19    | Легенда о динозавре (Кё:рю: каитё: но дэнсэцу (яп. 恐竜怪鳥の伝説), 1977) | Япония                   | фантастика, ужасы         | 1979          | 48,7           |
| 20    | Чёрный тюльпан (фр. La tulipe noir, 1970)                                 | Франция, Испания, Италия | исторический, приключения | 1976          | 47,8           |
| 21    | Фантомас (фр. Fantomas, 1964)                                             | Франция                  | приключения               | 1964          | 45,7           |